# قانون پیران
(یا راهی نو برای خشنود کردنتان) (انگلیسی: The Old Law) از نمایشنامه‌های انگلیسی رنسانس یعنی قرن هفدهمی است اثر مشترک توماس میدلتون، ویلیام رولی و فیلیپ مسینجر. این نمایش یک تراژدی-کمدی است که سال انتشار نخستین نسخهٔ آن گویا ۱۶۵۶ است گرچه باور بر آن است که نمایشنامه دهه‌ها قبل از آن تحریر شده بوده‌است.

## نسخهٔ اولیه
نسخهٔ اولیه در سال ۱۶۵۶ به دست ادوارد آرچر منتشر شد و نام سه نویسنده را روی جلد خود داشت: توماس میدلتون، ویلیام رولی و فیلیپ مسینجر. دیوید لیک بر این عقیده است که نقش مسینجر در حد بازخوانی متن بوده و تحریر نمایشنامه را به این ترتیب تقسیم‌بندی می‌کند:
رولی: پردهٔ اول، پردهٔ دوم صحنهٔ اول، پردهٔ پنجم صحنهٔ ۱ (نیمهٔ دوم)
میدلتون: پردهٔ ۲. پردهٔ ۲ صحنهٔ ۲. پردهٔ چهار صحنهٔ ۲
رولی/میدلتون: پردهٔ چهار صحنهٔ اول
مسینجر: پردهٔ ۵. صحنهٔ ۱ (نیمهٔ اول)
جورج پرایس اعتقاد داشته که میدلتون مسئول تحریر خط اصلی داستان و شخصیت‌های اصلی، از جمله کلنتس و سیمونیدز و خانواده‌شان بوده، رولی مسئول زیرشخصیت‌ها و تم زیرداستان‌ها، از جمله شخصیت نوتوس، و این تقسیم‌بندی‌ها بر اساس تجربیات آن‌ها انجام می‌شده.
طبق نظر منتقدان، اثر بین سال‌های ۱۶۱۴ تا ۱۶۱۸ تحریر شده و در ۱۶۲۶ قبل از این که نمایش به دست گروه بازیگران مردان شاه اجرا شود، به دست مسینجر بازخوانی شده‌است.

## کاتالوگ
نسخهٔ چاپ شدهٔ این کتاب دارای کاتالوگی از آثار چاپ شده تا آن روز است که برای آن روزگار، اتفاقی تازه بوده‌است.

## داستان
اواندر، پادشاه شاه نشین اپیروس، قانونی وضع می‌کند که طبق آن همهٔ مردانی که سن آن‌ها به ۸۰ و زنهایی که سنشان به ۶۰ رسیده، از آنجا که دیگر فایده‌ای برای مملکت ندارند، باید کشته شوند.
بعضی کسان نمایش مانند سیمونیدز، یوجینا، دلقک و خدمتکارها بسیار از این قانون استقبال کرده و هر یک به سودایی در انتظار آن هستند، بعضی‌هایشان حتی به حیله و نیرنگ سن نزدیکانشان را بیشتر اعلام می‌کنند تا آن‌ها زودتر طعمهٔ این قانون شوند.
تنها شخصیت مثبت داستان، کلنتس است که برای نجات جان پدرش حتی به حیله و نیرنگ متوسل می‌شود. بازخورد کسان نمایش به این قانون، تم اصلی نمایش را تشکیل می‌دهد.